# Primero de Mayo Bay
Die Primero de Mayo Bay (in Argentinien Bahía Primero de Mayo, in Chile Bahía Septiembre, im Vereinigten Königreich Fumarole Bay) ist eine Bucht auf der Südwestseite des Port Foster von Deception Island im Archipel der Südlichen Shetlandinseln. 
Teilnehmer einer von 1942 bis 1943 durchgeführten argentinischen Antarktisexpedition benannten sie nach ihrem Schiff, der Primero de Mayo (deutsch Erster Mai), die am 5. Februar 1944 vor der argentinischen Küste sank. Das Advisory Committee on Antarctic Names übertrug die Benennung 1965 in einer Teilübersetzung ins Englische. Das UK Antarctic Place-Names Committee benannte dagegen die Bucht 1959 nach den aktivsten Fumarolen der Insel, die hier anzutreffen sind. Namensgeber der chilenischen Benennung ist der Monat des Beginns des Unabhängigkeitsprozesses Chiles im Jahr 1810.
In Chile ist die Bucht auch als Surgidero Iquique bekannt, benannt nach dem Forschungsschiff Iquique bei drei chilenischen Antarktisexpeditionen zwischen 1946 und 1953. In einigen Verzeichnissen wird sie unter diesem Namen seit 1980 fälschlich mit der Iquique Cove von Greenwich Island gleichgesetzt.
In der Bucht liegen die Forschungsstationen Gabriel de Castilla (spanisch) und Decepción (argentinisch).